# Ligne Onoda
La ligne Onoda (小野田線, Onoda-sen) est une ligne ferroviaire de la compagnie JR West, dans la préfecture de Yamaguchi au Japon. Elle relie la gare d'Inō à Yamaguchi aux gares d'Onoda et de Nagato-Motoyama à San'yō-Onoda.

## Histoire
La ligne ouvre par étapes entre 1915 et 1937.

## Caractéristiques

### Ligne
- Longueur : 11,6 km (branche principale) + 2,3 km (branche de Motoyama)
- Ecartement : 1 067 mm
- Alimentation : 1 500 V cc
- Nombre de voies : Voie unique

### Liste des gares

#### Branche principale
| Gare            | Nom japonais | Distance (km) | Correspondances                | Localisation |
| --------------- | ------------ | ------------- | ------------------------------ | ------------ |
| Inō             | 居能         | 0             | JR West : Ube (interconnexion) | Yamaguchi    |
| Tsumazaki       | 妻崎         | 2,5           |                                | Yamaguchi    |
| Nagato-Nagasawa | 長門長沢     | 3,2           |                                | Yamaguchi    |
| Suzumeda        | 雀田         | 4,5           | Branche de Motoyama            | San'yō-Onoda |
| Onodakō         | 小野田港     | 6,5           |                                | San'yō-Onoda |
| Minami-Onoda    | 南小野田     | 7,1           |                                | San'yō-Onoda |
| Minami-Nakagawa | 南中川       | 8,3           |                                | San'yō-Onoda |
| Mede            | 目出         | 9,7           |                                | San'yō-Onoda |
| Onoda           | 小野田       | 11,6          | JR West : Sanyō                | San'yō-Onoda |

#### Branche de Motoyama
| Gare            | Nom japonais | Distance (km) | Correspondances    | Localisation |
| --------------- | ------------ | ------------- | ------------------ | ------------ |
| Suzumeda        | 雀田         | 0             | Branche principale | San'yō-Onoda |
| Hamagōchi       | 浜河内       | 1,3           |                    | San'yō-Onoda |
| Nagato-Motoyama | 長門本山     | 2,3           |                    | San'yō-Onoda |

## Matériel roulant

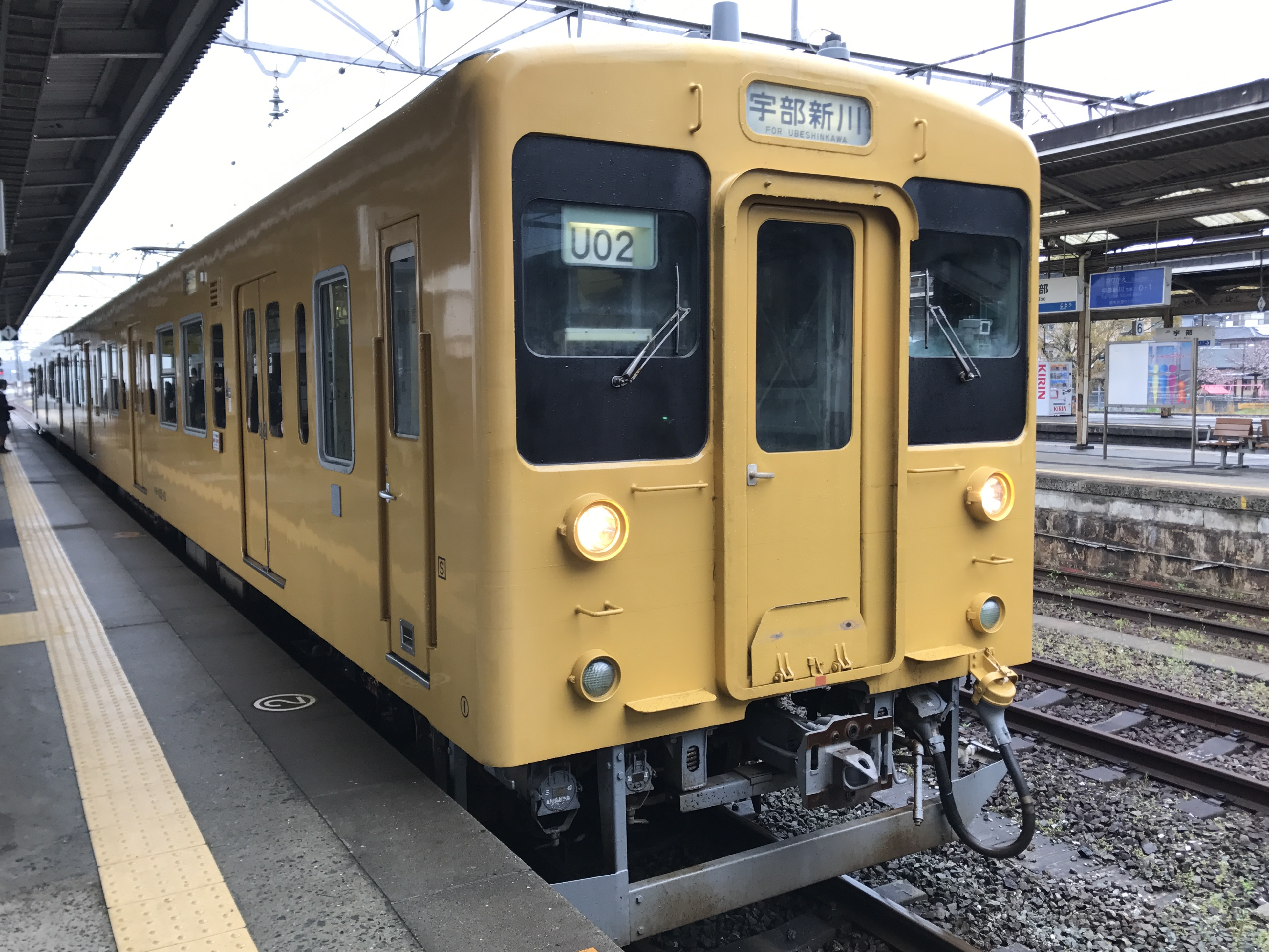
Série 105
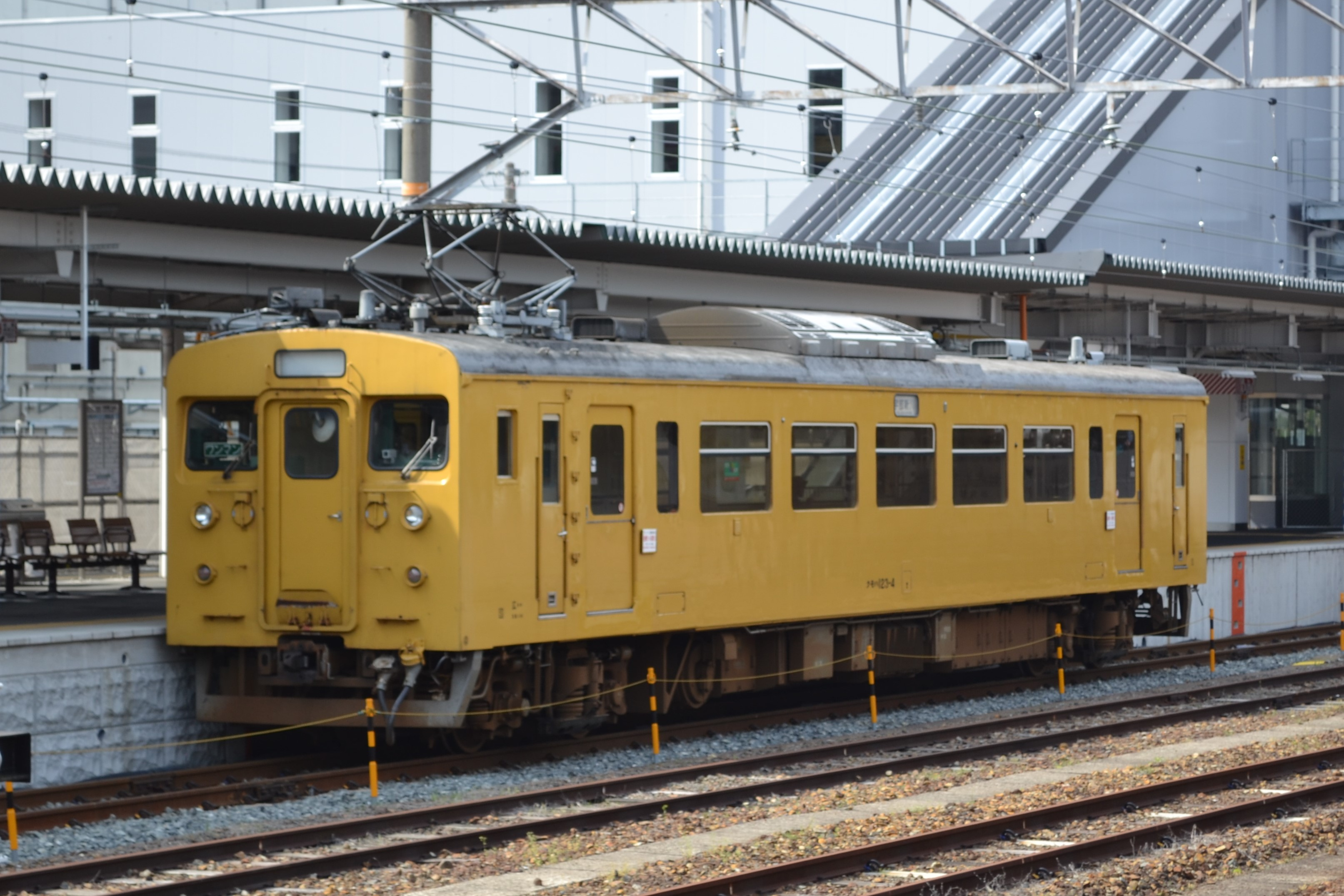
Série 123